# کشتی مین‌جمع‌کن کلاس ساشا
کشتی مین‌جمع‌کن کلاس ساشا (به انگلیسی: Sasha-class minesweeper) یک کلاس از کشتی است که طول آن 45.1 meters می‌باشد.